# 배리 골드워터
배리 모리스 골드워터(영어: Barry Morris Goldwater, 1909년 1월 2일~1998년 5월 29일)는 미국의 정치인으로 애리조나주 2선 상원(1953년~1965년, 1969년~1987년)의원이자 1964년 미국 대통령 선거 공화당 후보였다.
정계 입문 전 골드워터는 가족 백화점을 운영하였다. 30년 동안 연방 상원을 지냈으며 재정 보수주의자였던 골드워터는 린든 B. 존슨에게 1964년 대선을 큰 격차로 패배했다.

## 어린 시절
애리조나주의 승격 3년에 대비하여 당시 아직 준주였던 애리조나 준주의 피닉스에서 태어났다. 그의 부친 배런 골드워터는 1896년 "M. 골드워턴 앤드 선스"로 불린 백화점을 열었다. 배리는 젊은이로서 자신의 부친의 상점에서 일하였다. 자신의 부친의 사후 전임으로 일하는 데 1928년 그는 대학을 중퇴하였다. 골드워터는 인기있는 물건들을 개발하고 팔았다. 그는 또한 이 시기 동안 비행을 취미로 삼기도 하였다.
미국이 제2차 세계 대전으로 들어가면서 골드워터는 전투 비행 지위를 얻는 데 비성공적인 시도를 이루었다. 전투 비행 대신 그는 전쟁이 일어난 동안 화물 선적을 위하여 우세하기 책임이 있었다.

## 정치 경력
전쟁에서 돌아온 후, 골드워터는 백화점에서 자신의 역할로 돌아오는 데 어려움을 찾았다. 그는 지방 정치 사무소를 위하여 출마하는 가능성을 탐험하기로 결정하였다. 정치권으로 들어가는 그의 첫 진출은 피닉스 지방자치 개혁 운동에 참가였다. 그의 친구들과 협력인들은 그후에 시의회를 위하여 출마하는 데 그를 납득시켰다.
자신이 캠페인들을 즐겼던 것을 찾은 골드워터는 더욱 야망적인 후보직을 숙고하기 시작하였다. 1952년 그는 공화당 소속으로 미국 상원에서 의석을 위하여 출마하여 이겼다.
골드워터는 30년동안 상원에서 애리조나주를 대표하였다. 그의 보수주의의 품질은 작은 정부와 집산주의의 절대 거부를 강조하였다. 골드워터는 특히 정치적 권력과 비난받은 대외 원조와 불균형한 예산의 근거로서 노조에 관한 의심을 하였다. 그의 1960년 저서 〈보수주의자의 양심〉은 전국에 걸쳐 수백만 이상의 사본들을 팔았고, 완고하게 그의 명성을 설립하였다.

### 1964년 미국 대통령 선거
1964년 골드워터는 대통령을 위한 공화당의 후보 지명을 획득하였다. 캘리포니아주지사이자 훗날의 대통령 로널드 레이건은 승리를 확보하는 데 핵심 동맹이었다.
골드워터는 민주당 상대 후보 린든 B. 존슨에게 압승에 패하였다. 존슨은 골드워터를 선거가 이미 베트남 전쟁에 감추어진 국가의 안정성을 위태롭게 할 급진주의 선동가로서 효과적으로 누명을 씌웠다. 골드워터를 상대로 선거 운동은 1964년 공화당원을 투표한 분명한 결과로서 핵전쟁을 선보인 미국의 역사에서 가장 유명한 정치적 광고들 중의 하나인 "Daisy ad"를 산출하였다.
선거를 패한 후, 골드워터는 다시 상원을 위하여 출마하였으며 우승하여 1969년부터 1987년 자신의 퇴직까지 지냈다.

## 이후의 생애
미국 정치에서 승진한 기독교 우파로서 골드워터는 공화당의 탄도를 가혹하게 비판하였다. 그는 1990년대 후반까지 대중 출연들에 지속적으로 이루어 국가 정강의 사회 보수주의로다 재정적으로 복귀를 요구하였다.
골드워터는 1998년 5월 19일 애리조나주 패러다이스밸리에 있는 저택에서 89세의 나이로 사망하였다.

## 같이 보기
- 러셀 커크
- 에드먼드 버크
- 로널드 레이건

## 역대 선거 결과
| 선거명      | 직책명                        | 대수 | 정당   | 득표율 | 득표수 (선거인단)   | 결과 | 당락                     |
| ----------- | ----------------------------- | ---- | ------ | ------ | ------------------- | ---- | ------------------------ |
| 1949년 선거 | 하원의원 (피닉스 광역 선거구) | 1대  | 무소속 | 17.34% | 16,405표            | 1위  | 피닉스 시의원 당선       |
| 1951년 선거 | 하원의원 (피닉스 광역 선거구) | 2대  | 무소속 | 16.67% | 1표                 | 1위  | 피닉스 시의원 당선       |
| 1952년 선거 | 상원의원 (애리조나 제1부)     | 83대 | 공화당 | 51.31% | 132,063표           | 1위  | 애리조나주 상원의원 당선 |
| 1958년 선거 | 상원의원 (애리조나 제1부)     | 86대 | 공화당 | 56.06% | 164,593표           | 1위  | 애리조나주 상원의원 당선 |
| 1960년 선거 | 미국의 부통령                 | 37대 | 무소속 | 0.19%  | 1표                 | 3위  | 낙선                     |
| 1964년 선거 | 미국의 대통령                 | 36대 | 공화당 | 38.47% | 27,175,754표 (52명) | 2위  | 낙선                     |
| 1968년 선거 | 상원의원 (애리조나 제3부)     | 91대 | 공화당 | 57.22% | 274,607표           | 1위  | 애리조나주 상원의원 당선 |
| 1974년 선거 | 상원의원 (애리조나 제3부)     | 94대 | 공화당 | 58.26% | 320,396표           | 1위  | 애리조나주 상원의원 당선 |
| 1980년 선거 | 상원의원 (애리조나 제3부)     | 97대 | 공화당 | 49.46% | 432,371표           | 1위  | 애리조나주 상원의원 당선 |